# Soulamea amara
Soulamea amara är en bittervedsväxtart som beskrevs av Jean-Baptiste de Lamarck. Soulamea amara ingår i släktet Soulamea och familjen bittervedsväxter. Inga underarter finns listade i Catalogue of Life.